# Palmira (Colón)
Palmira es un corregimiento del distrito de Santa Isabel en la provincia de Colón, República de Panamá. La localidad tiene 319 habitantes (2010).